# Triumfetta ferruginea
Triumfetta ferruginea là một loài thực vật có hoa trong họ Cẩm quỳ. Loài này được Lay miêu tả khoa học đầu tiên năm 1950.